# Фет, Сондре
Сондре Брунстад Фет (норв. Sondre Brunstad Fet; род. 17 января 1997, Сюккюльвен, Мёре-ог-Ромсдал) — норвежский футболист, нападающий клуба «Будё-Глимт».

## Клубная карьера
Фет — воспитанник клуба «Олесунн» из своего родного города. 16 августа 2014 года в матче против «Хёугесунна» он дебютировал в Типпелиге. 26 августа 2016 года в поединке против «Сарпсборг 08» Сондре забил свой первый гол за «Олесунн». По итогам 2017 года клуб вылетел в Первый дивизион Норвегии, но остался в команде и спустя два года помог ей вернуться в элиту. В 2020 году Фет на правах аренды перешёл в «Будё-Глимт». 16 июня в матче против «Викинга» он дебютировал за новую команду. В этом же поединке Согдре забил свой первый гол за «Будё-Глимт». В своём дебютном сезоне он помог команде выиграть чемпионат. По окончании аренды клуб выкупил трансфер футболиста. В розыгрыше Лиги конференций против софийского ЦСКА он забил мяч. По итогам сезона Фут во второй раз стал чемпионом Норвегии.

## Достижения
«Будё-Глимт»
- Чемпион Норвегии (3): 2020, 2021, 2023
- Финалист Кубка Норвегии: 2021/22

«Олесунн»
- Победитель ОБОС-лиги: 2019